# Боен орел
Бойният орел (Polemaetus bellicosus) е вид птица от семейство Ястребови (Accipitridae), единствен представител на род Polemaetus. Видът е световно застрашен, със статут Уязвим.

## Разпространение и местообитание
Разпространен е в Ангола, Бенин, Ботсвана, Буркина Фасо, Бурунди, Гамбия, Гана, Гвинея, Гвинея-Бисау, Еритрея, Етиопия, Замбия, Зимбабве, Камерун, Кения, Демократична република Конго, Кот д'Ивоар, Мавритания, Малави, Мали, Мозамбик, Намибия, Нигер, Нигерия, Руанда, Свазиленд, Сенегал, Сиера Леоне, Сомалия, Судан, Танзания, Того, Уганда, Централноафриканската република, Чад, Южен Судан и Южна Африка.